# Cruces (Padrón)
Santa María de Cruces és una parròquia del municipi gallec de Padrón, a la província de la Corunya.
L'any 2013 tenia 1.144 habitants distribuïts entre 17 entitats de població: A Abelina, A Angueira de Suso, O Areal, A Baiuca, Bascuas, Cruces, A Escravitude, O Loureiro, Os Muíños, O Pedroso do Norte, O Pedroso do Vendaval, A Picaraña, Prada, Queiruga, Tarrío, Vigo i O Vilar.
Entre els seus monuments destaca l'església de Nosa Señora da Escravitude (Nostra Senyora de l'Esclavitud). Se celebren les festes de la Verge del Roser.